# Patrick Neff
Patrick Neff (1984) è un ex giocatore di football americano tedesco, che ha giocato come guardia.

## Palmarès
- 1 Europeo (2010)
- 1 BIG6 Eurobowl (Berlin Adler, 2014)